# John Finney
John Finney (Marshallville, Ohio, ca. 1955) is een Amerikaans organist, klavecinist en dirigent.

## Levensloop
Finney behaalde zijn diploma's in het Oberlin College Conservatory of Music en het Conservatorium van Boston, Massachusetts waar hij in de leer ging bij onder meer David S. Boe en James David Christie. Hij won prijzen in verschillende internationale orgelwedstrijden. In Brugge behaalde hij de Derde prijs op orgelpositief in het driejaarlijkse orgelconcours van 1982, in het kader van het Festival Musica Antiqua.
In 1993 werd hij dirigent van het 160 leden sterke universiteitskoor van Boston College. Onder zijn leiding werd opgetreden, niet alleen in Boston en omgeving, maar in grote steden zoals New York, Dublin, Praag, Wenen en Rome. In april 2000 dirigeerde hij de wereldpremière van de Mis voor het Heilig Jaar 2000 door Thomas Oboe Lee. Het werk was door Boston College besteld voor uitvoering door het universiteitskoor.
Finney is ook mededirigent en koorleider van de Boston Haendel & Haydn Society. Hij heeft heel wat concerten gedirigeerd in Symphony Hall, Jordan Hall en Shubert Theatre. In 2004 dirigeerde hij Haendels' Messiah. Hij kreeg ook erkenning als koorleider van het Boston Early Music Festival Chorus. Hij is sinds 1984 muziekdirecteur van de Wellesley Hills Congregational Church in Wellesley, waar hij vier zangkoren bestuurt. Sinds 1987 is hij ook koorleider van de Heritage Chorale in Framingham. 
In 1999 werd hij dirigent van de Boston College Symphony Orchestra en kreeg de titel van Distinguished Artist-in-Residence van Boston College.
Als organist en klavecinist heeft hij veel geconcerteerd, zowel in de Verenigde Staten als in Europa.
John Finney is hoofddocent in Boston College en in het Conservatorium van Boston. Hij heeft ook zes jaar gedoceerd aan de Academie voor Oude Muziek in Bressanone, Italië.

## Discografie
Finney heeft veel muziek opgenomen met de platenfirma's Denon, Nonesuch en Decca.